# Orthosia mollis
Orthosia mollis är en oleanderväxtart som beskrevs av Rudolf Schlechter. Orthosia mollis ingår i släktet Orthosia och familjen oleanderväxter. Inga underarter finns listade i Catalogue of Life.